# Golmanchane
Golmanchane (perski: گلمانخانه) – wieś w Iranie, w ostanie Azerbejdżan Zachodni. W 2006 roku  liczyła 158 mieszkańców w 50 rodzinach.